# لری ریورز
لری ریورز (انگلیسی: Larry Rivers; ۱۷ اوت ۱۹۲۳ – ۱۴ اوت ۲۰۰۲) یک مجسمه‌ساز، و نقاش اهل ایالات متحده آمریکا بود.